# Maulaj Raszid (książę)
Maulaj Raszid (arab. مولاي رشيد, fr. Moulay Rachid, ur. 20 czerwca 1970 roku w Rabacie) – książę marokański, syn króla Hassana II i księżnej Lalli Latify Hammou, brat obecnie panującego króla Maroka Muhammada VI. Poświęcił się służbie dla narodu, wykorzystując swoje doświadczenia jako dyplomata.

## Młodość i wykształcenie
Książę Maulaj Raszid pobierał naukę w Rabacie. W 1989 roku ukończył szkołę średnią Royal College.
W roku 1995 otrzymał tytuł magistra nauk politycznych na Wydziale Prawa i Nauk Politycznych Uniwersytetu w Rabacie. W latach 1993–1994, w ramach przygotowań do edukacji podyplomowej pracował odbył staż w siedzibie Organizacji Narodów Zjednoczonych w Nowym Jorku.
W 2001 obronił doktorat z prawa na Uniwersytecie Montesquieu-Bordeaux IV we Francji.

## Książę marokański
Poza pełnieniem oficjalnych obowiązków jako członek rodziny królewskiej, książę zdecydował również, że będzie pracować. Ze względu na zainteresowania światową gospodarką dostał się do służby zagranicznej i dyplomatycznej. 
W kręgu zainteresowań księcia Maulaja Raszida są sprawy Trzeciego Świata, a także służby zagranicznej i dyplomatycznej. Wiele czasu poświęca walce z analfabetyzmem.